# Prenol
Prenol (3-Methyl-2-buten-1-ol) ist eine chemische Verbindung aus der Gruppe der Alkenole, genauer der Methylbutenole.

## Vorkommen

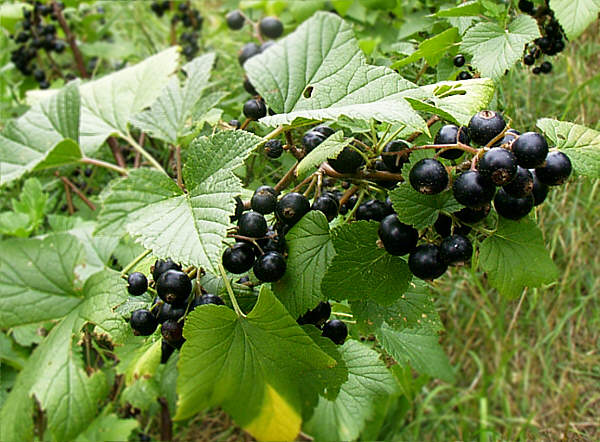
Schwarze Johannisbeere

Natürlich kommt 3-Methyl-2-buten-1-ol in Noni (Morinda citrifolia), Schwarzen Johannisbeeren (Ribes nigrum) und Himbeeren (Rubus idaeus) vor.

## Gewinnung und Darstellung
Zur industriellen Synthese von Prenol setzt man zunächst Isobuten mit flüssigem Formaldehyd bei Temperaturen von 200–300 °C und Drücken von 250 bar katalysatorfrei in einem Reaktor um. Dabei entsteht zunächst die isomere Verbindung Isoprenol.
Im Anschluss wird das entstandene Isoprenol bei Temperaturen von 50–110 °C und Drücken von 2–20 bar an Palladium-Katalysatoren, welche auf Aktivkohle geträgert sind, zu Prenol isomerisiert.
Die Aufarbeitung und Reinigung der Produkte erfolgt durch mehrstufige Destillation unter Druck in Rektifikationskolonnen.

## Eigenschaften
Prenol ist eine entzündliche farblose Flüssigkeit mit fruchtigem Geruch, welche leicht löslich in Wasser ist.

## Vorkommen und Verwendung
Prenol kommt als Baustein bei der Biogenese und der industriellen Herstellung von Isoprenoiden (Polyprenole) vor.

## Sicherheitshinweise
Die Dämpfe von Prenol können mit Luft ein explosionsfähiges Gemisch (Flammpunkt 50 °C, Zündtemperatur 305 °C) bilden.